# Philip Allen
Philip Allen (ur. 1 września 1785 w Providence, zm. 16 grudnia 1865 tamże) – amerykański polityk, działacz Partii Demokratycznej.

## Życiorys
Urodził się w Providence na Rhode Island, jako syn kapitana Zachariaha Allena, kupca z Indii Zachodnich oraz Nancy Crawford. Allen otrzymał wczesną edukację od nauczycieli domowych, zanim rozpoczął naukę w Taunton Academy w Providence, Robert Rogers School w Newport i Jeremiah Chaplin’s Latin School w Providence. W 1799 r. wstąpił do Rhode Island College (obecnie Brown University) i ukończył tę uczelnię w roku 1803.
W 1814 r. poślubił Phoebe Aborn. Para łącznie miała ze sobą jedenaścioro dzieci.

## Kariera polityczna
W latach 1819–1821 zasiadał w Izbie Reprezentantów stanu Rhode Island. Od 1851 do 1853 pełnił funkcję gubernatora tego stanu. W latach 1853–1859 był senatorem 2. klasy z Rhode Island.